# 帕克斯鎮區 (阿肯色州斯科特縣)
帕克斯鎮區（英語：Parks Township）是位於美國阿肯色州斯科特縣的一個行政鎮區。

## 地方資料
帕克斯鎮區的面積為162.32平方千米，當中陸地面積為161.57平方千米，而水域面積為0.76平方千米。根據2010年美國人口普查的數據，當地共有人口184人，而人口密度為每平方千米1.13人。